# Campo (Vallemaggia)
Campo (Vallemaggia) är en ort och kommun  i distriktet Vallemaggia i kantonen Ticino, Schweiz. Kommunen har 49 invånare (2023).